# الله أباد (كورك وناريتش)
الله أباد (بالفارسية: الله‌آباد) هي قرية تقع في إيران في البلدة المركزية.